# Salix rosmarinifolia
Espèce
Classification APG III (2009)
Salix rosmarinifolia, le saule à feuilles de romarin, est une espèce de plantes à fleurs de la famille des Salicaceae. C'est un arbuste trouvé en Eurasie.

## Synonymie
- Salix anomala
- Salix minutiflora var. pubescens
- Salix pubescens
- Salix repens subsp. rosmarinifolia
- Salix repens var. rosmarinifolia
- Salix sibirica

## Description

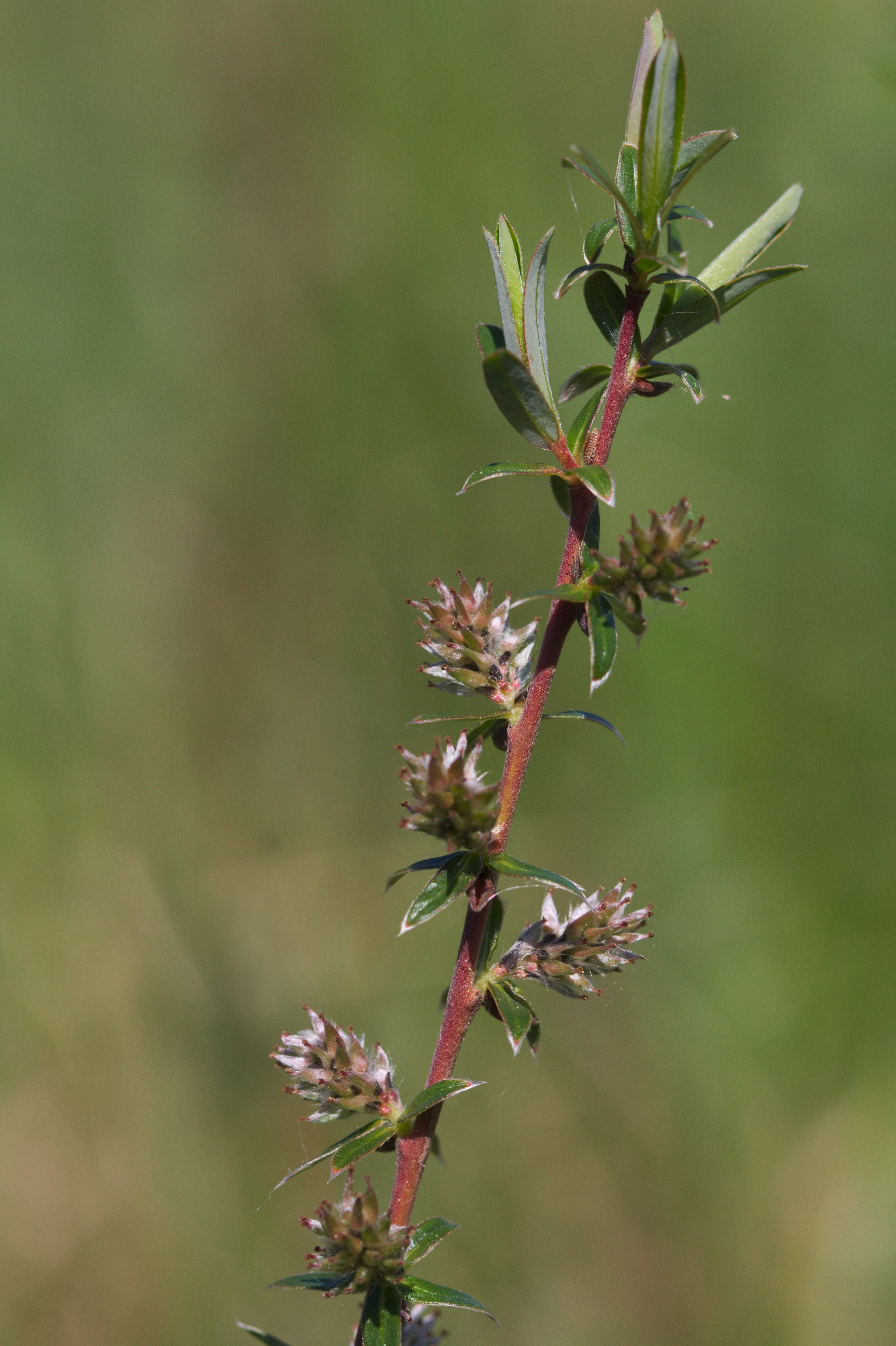
Rameau avec inflorescences femelles.

Le saule à feuilles de romarin atteint une taille d'1,5 m à 2 m et fleurit en mai-juin.
Salix rosmarinifolia porte des rameaux décoratifs. Ses branches arquées marron foncé sont légèrement pubescentes la première année et, avec l'âge, elles deviennent rouges. Les feuilles, petites, fines, sont linéaires et lancéolées et d'une teinte grisée. Elles mesurent de 5 à 10 cm de long. C'est un petit arbuste touffu et dense qui se distingue par la finesse et la légèreté de son feuillage cendré-bleuté, composé de feuilles velues, vertes sur le dessus et blanches au revers.
Au printemps, ce saule se recouvre d'une multitude de petits chatons jaunes.
Cette espèce à petit développement est utilisée en haie basse, en isolé ou en massif.

## Répartition
On peut la trouver dans toute l'Europe (sauf les Îles Britannique), la péninsule ibérique, la Sibérie occidentale, la Sibérie orientale et l'Asie centrale.